# Olga Subirós
Olga Subirós és comissària. Els seus projectes adopten un punt de vista integrador sobre la cultura del segle XXI i sobre les profundes transformacions de l'era digital. Ha co-comissariat, juntament amb José Luis de Vicente, Big Bang Data, una gran exposició, produïda pel CCCB i la Fundación Telefónica sobre la datificació del món. Subirós també és arquitecta i dissenyadora d'exposicions. Ha treballat per alguns dels museus i institucions culturals més prestigiosos d'Espanya, com el CCCB o el MACBA. Subirós va ser l'arquitecta de la instal·lació artística de Dora García al Pavelló Espanyol de la Biennal de Venècia 2011, i del plató del programa Die Klau Mich Show a la Documenta 13 de Kassel.